# AGM-129 ACM
AGM-129 ACM (Advanced Cruise Missile) — низькопомітна, дозвукова, турбовентиляторна, повітряна крилата ракета, спочатку розробленою та виготовленою компанією General Dynamics, а згодом придбаною компанією Raytheon Missile Systems. До зняття з експлуатації у 2012 році AGM-129A використовувався виключно на бомбардувальниках B-52H Stratofortress ВПС США.

## Рання розробка
У 1982 році ВПС США почали дослідження нової крилатої ракети з малопомітними характеристиками після того, як стало ясно, що крилата ракета AGM-86B матиме труднощі з проникненням у майбутні системи ППО. AGM-86B покладався на політ на низькій висоті, щоб пробити радянську систему ППО, зосереджену на ракетах «земля-повітря». Розгортання бортових систем раннього попередження разом із РЛС «Заслон PESA» на МіГ-31 і РЛС «Мєч» на Су-27, усіх трьох РЛС «знизу/знищення», зменшило ймовірність того, що низьковисотний AGM -86B досягне своєї мети.

## Проєктування, випробування та початкове виробництво
У 1983 році General Dynamics Convair Division (GD/C) отримав контракт на розробку AGM-129A (програшним проєктом був Senior Prom від Lockheed Corporation). AGM-129A має форму корпусу та крила з передньою стріловидністю для зменшення радіолокаційного перетину ракети. Повітрозабірник двигуна був встановлений врівень з нижньою частиною ракети для подальшого покращення радіолокаційного перетину. Вихлоп реактивного двигуна був захищений хвостовою частиною та охолоджувався дифузором, щоб зменшити інфрачервону сигнатуру ракети. Щоб зменшити електронне випромінювання від ракети, радар, який використовувався в AGM-86B, було замінено на комбінацію інерціальної навігації та рельєфу (TERCOM), покращену високоточними оновленнями швидкості, що забезпечуються лідарним доплерівським вимірювачем швидкості.
AGM-129A, як і AGM-86B, озброєні ядерною боєголовкою W80-1 змінної потужності.
Перша випробувальна ракета здійснила політ у липні 1985 року, а перші серійні ракети були доставлені ВПС США у 1987 році. У програмі розробки виникли деякі проблеми з «контролем якості» апаратного забезпечення та збої під час тестування. Програма льотних випробувань проходила в період високої напруги між профспілкою машиністів і керівництвом GDC, з3+1⁄2 страйк у 1987 році. Конгресмен США Лес Аспін назвав ACM катастрофою закупівель із найгіршими проблемами з усіх восьми програм стратегічних озброєнь, які розглядав його комітет. У 1989 році Конгрес США припинив фінансування програми ACM. Проблеми «якості» виробництва призвели до того, що ВПС США припинили поставки ракет у 1989 та 1991 роках. McDonnell Douglas був запрошений, щоб стати другим джерелом для виробництва ракет. На початку 1989 року Сполучені Штати запросили та отримали дозвіл на випробування AGM-129A в Канаді.